# Notocidaris
Genre
Notocidaris est un genre d'oursins antarctiques de la famille des Ctenocidaridae.

## Caractéristiques
Ce sont des oursins réguliers : le test (coquille) est arrondi, avec le péristome (bouche) située au centre de la face orale (inférieure) et le périprocte (appareil contenant l'anus et les pores génitaux) à l'opposé, au sommet de la face aborale (supérieure).
Le test est comprimé dorsalement, et assez fin.
Le disque apical et le péristome mesurent tous deux environ la moitié du diamètre du test. Le disque apical est plus ou moins dicyclique, avec des plaques généralement couvertes de tubercules. Les pores oculaires ont un bord en relief.
Ce genre montre un dimorphisme sexuel (rare chez les échinodermes) : les femelles ont des gonopores plus larges, disposés marginalement et partiellement attachés aux plaques interambulacraires.
Les interambulacres sont constitués de relativement peu de plaques (jusqu'à dix). Les tubercules sont perforés et non-crénulés, avec des aréoles légèrement enfoncées. Les cercles scrobiculaires ne sont pas différenciés des autres tubercules secondaires. Les plaques situées à l'extérieur de l'aréole sont uniformément couvertes de tubercules secondaires.
Les sutures interradiales sont assez fortement incisées.
Les ambulacres sont presque droits. Les paires de pores sont très petites et obliques, avec souvent les deux pores en coalescence par parte de la partition interporale.
Chaque plaque ambulacraire porte un tubercule primaire et un secondaire, plus petit ; la zone à pores n'est pas enfoncée.
On n'observe pas de zone perradiale nue ou de fossettes développées.
Le péristome a relativement peu de plaques ambulacraires, et les interradiales n'atteignent pas la bouche.
Les radioles (piquants) primaires sont longues, cylindriques, avec un col court et un cou distinct. Elles sont ornées d'une paire de colerettes latérales, qui leur confère parfois une allure de pointe de flèche ou de rame. Les radioles secondaires sont simples.
Cette famille semble d'apparition relativement récente, et est répandue dans l'océan Antarctique.

## Taxinomie
Selon World Register of Marine Species (25 mars 2015) :
- Notocidaris bakeri McKnight, 1974 -- Nouvelle-Zélande australe
- Notocidaris gaussensis Mortensen, 1909 -- Antarctique
- Notocidaris hastata Mortensen, 1909 -- Antarctique
- Notocidaris lanceolata Mooi, David, Fell & Choné, 2000 -- Antarctique
- Notocidaris mortenseni (Koehler, 1900) -- Antarctique
- Notocidaris platyacantha (H.L. Clark, 1925) -- Antarctique
- Notocidaris remigera Mortensen, 1950 -- Antarctique
- Notocidaris vellai Fell, 1954 †

Notocidaris gaussensis
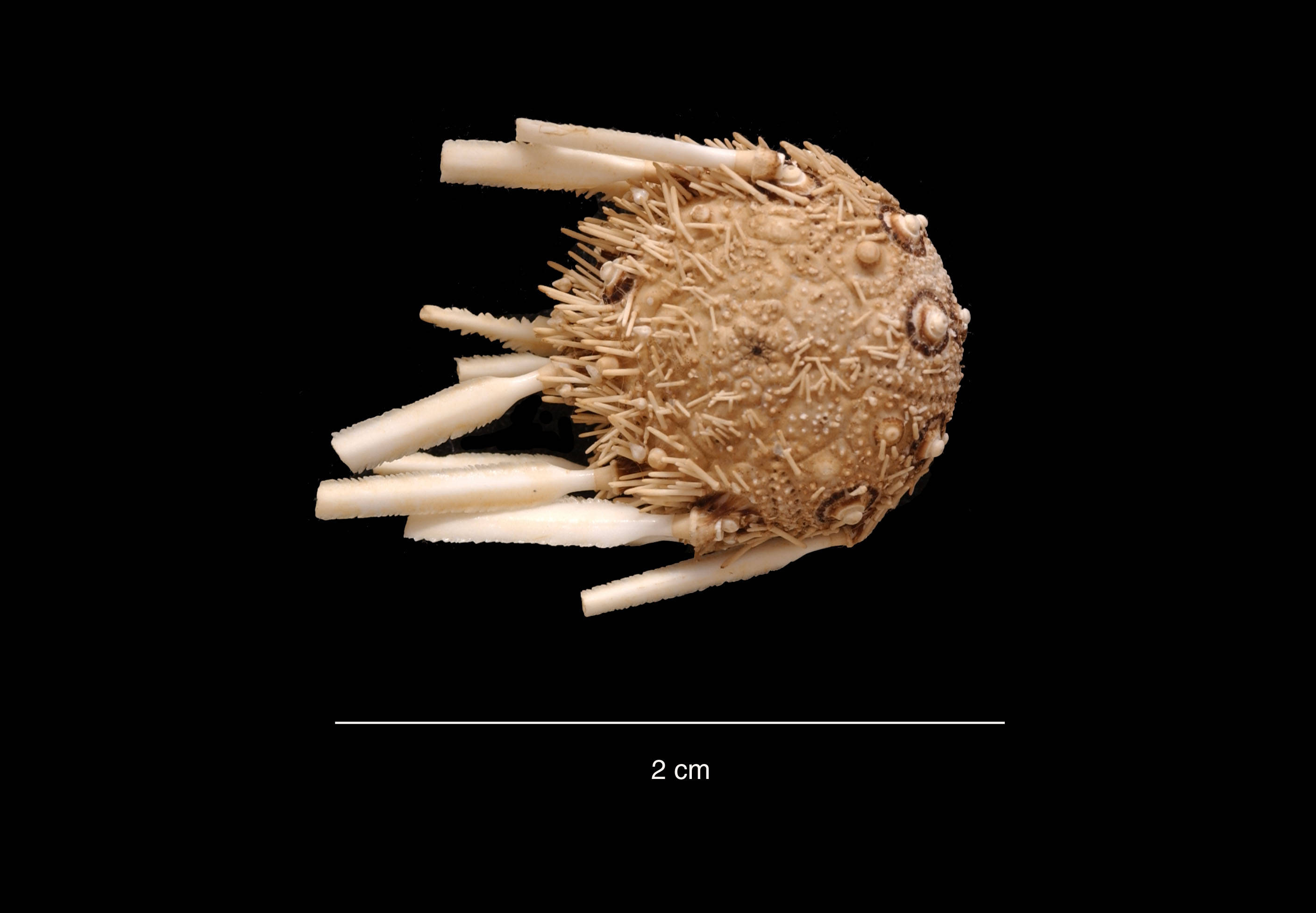
Notocidaris hastata
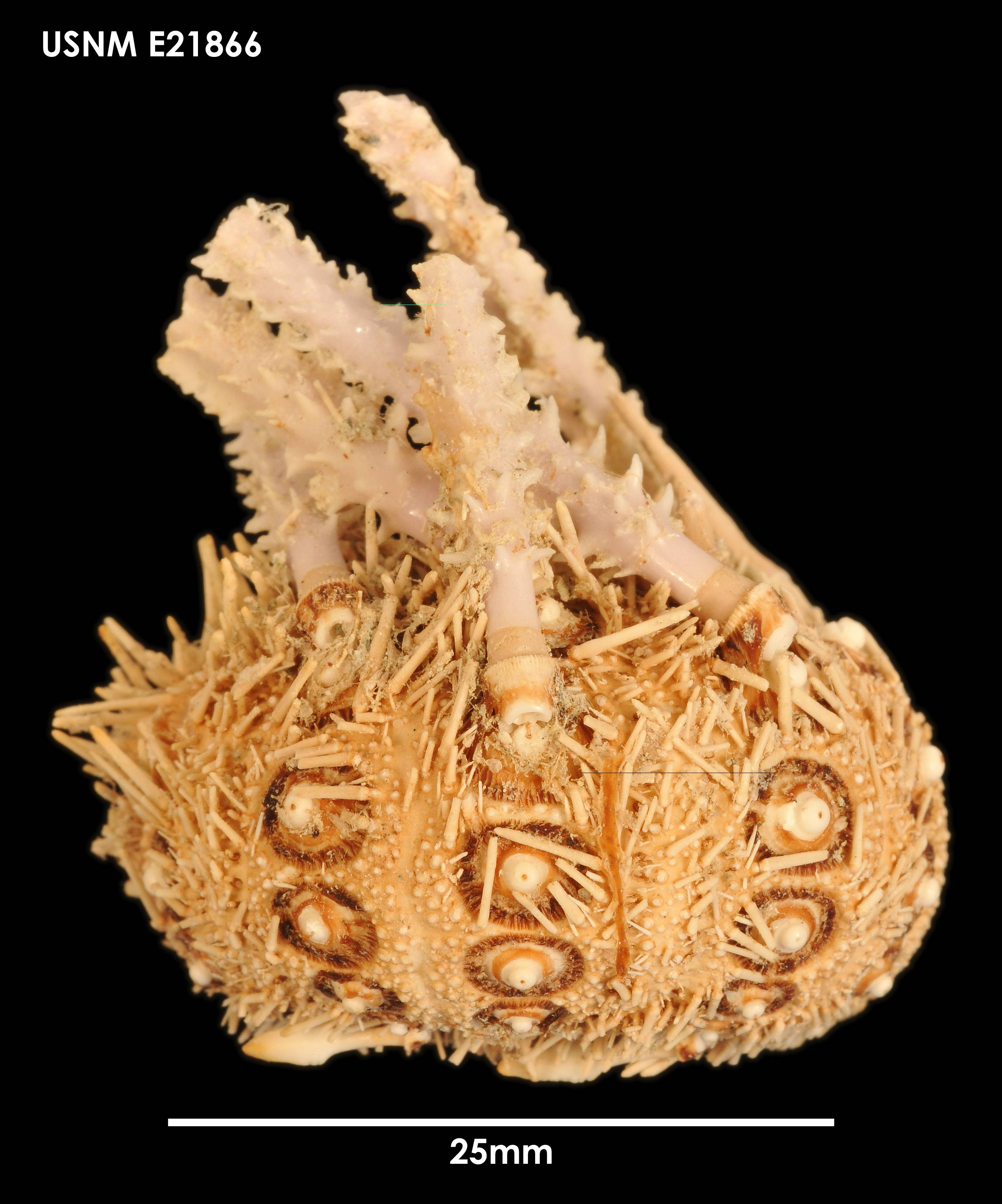
Notocidaris lanceolata
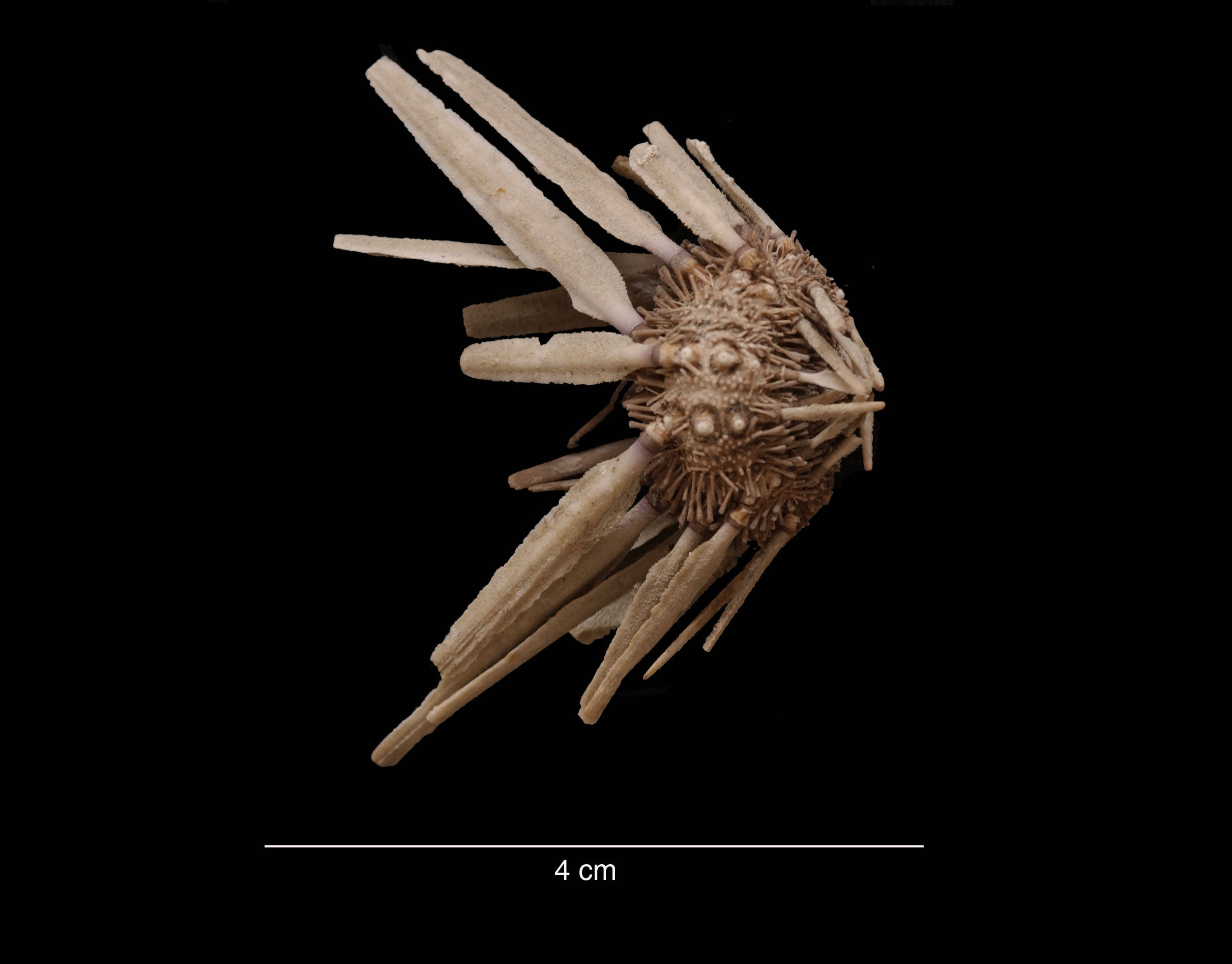
Notocidaris mortenseni
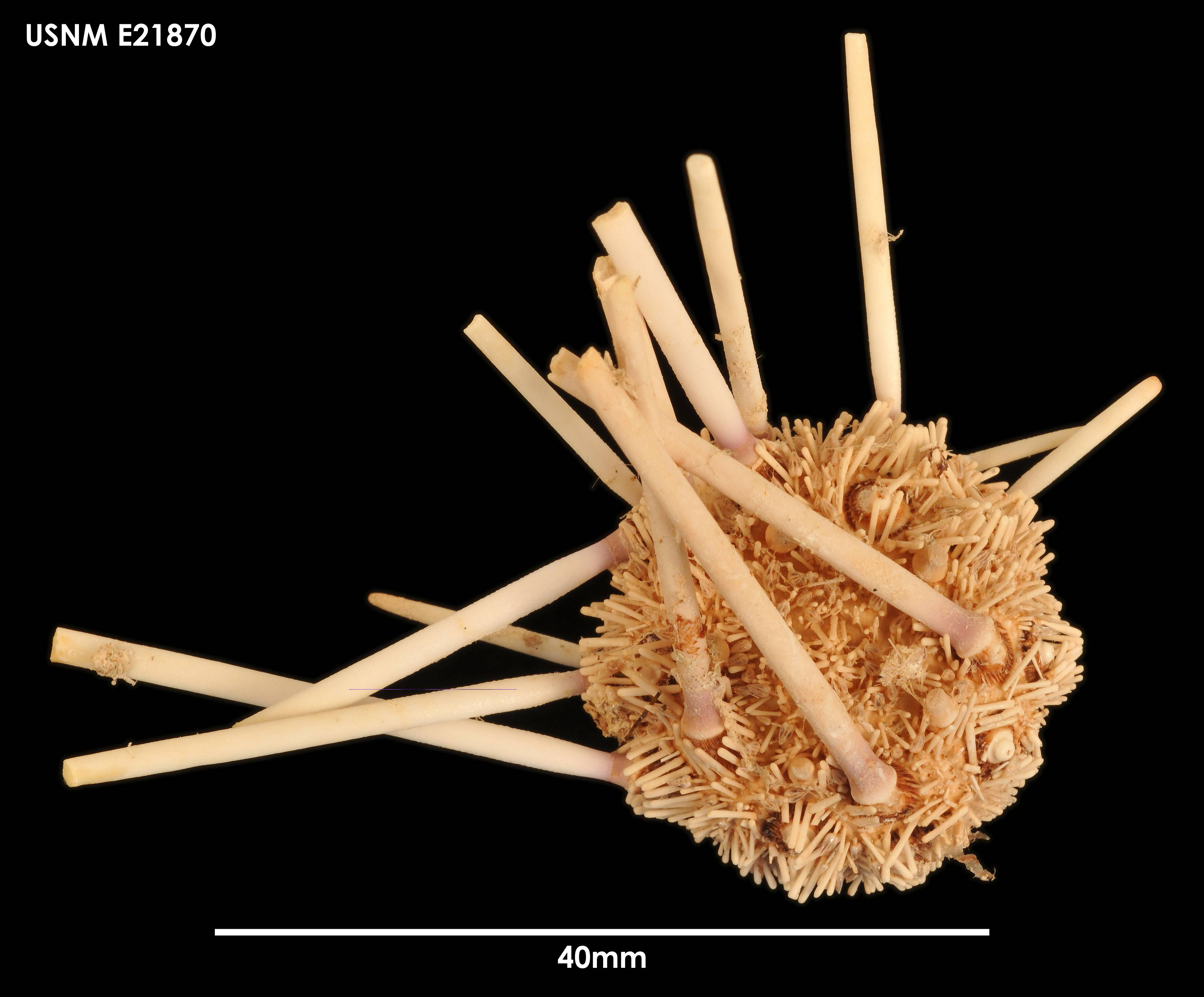
Notocidaris platyacantha
Notocidaris remigera

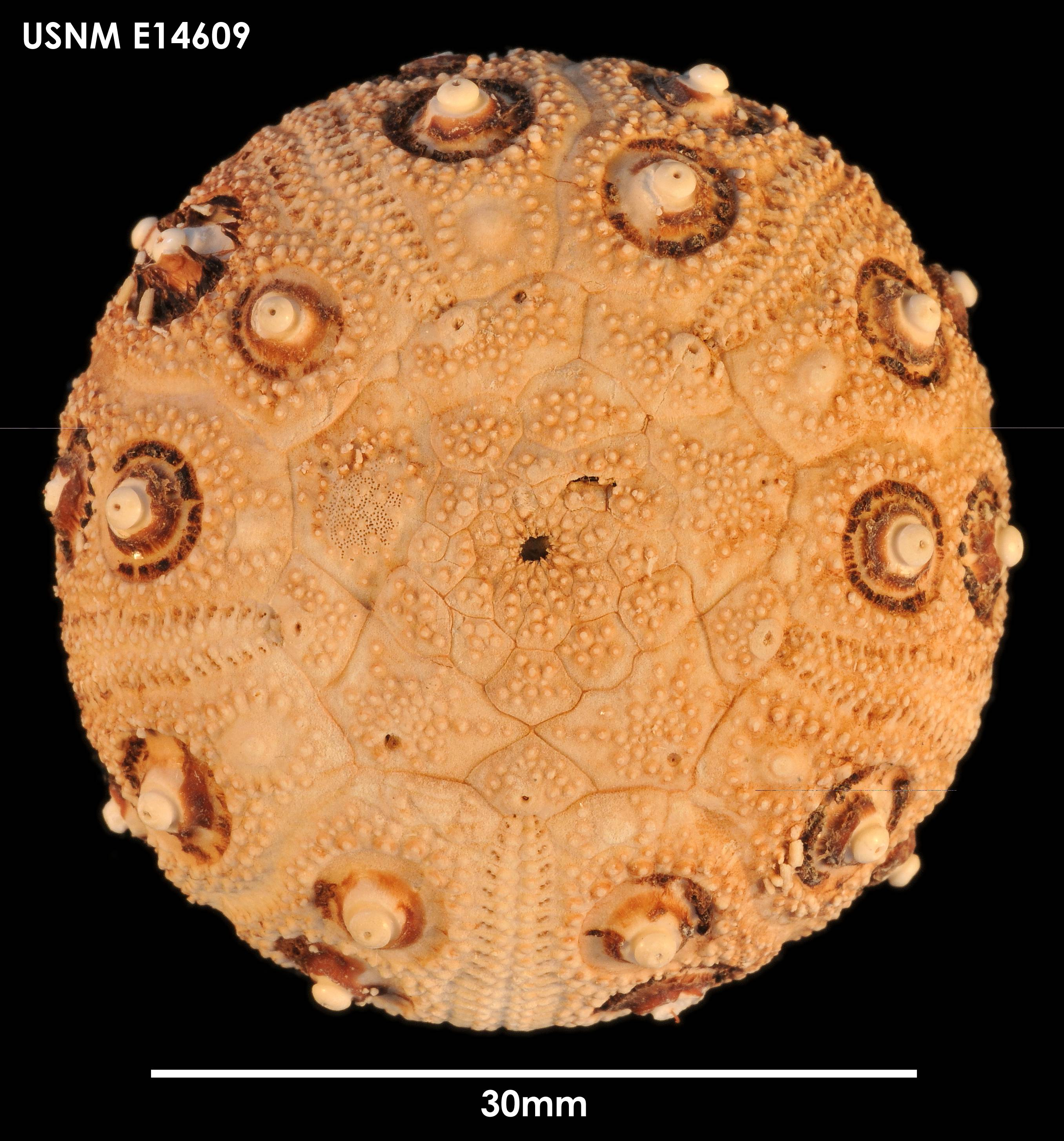
Test de Notocidaris gaussensis
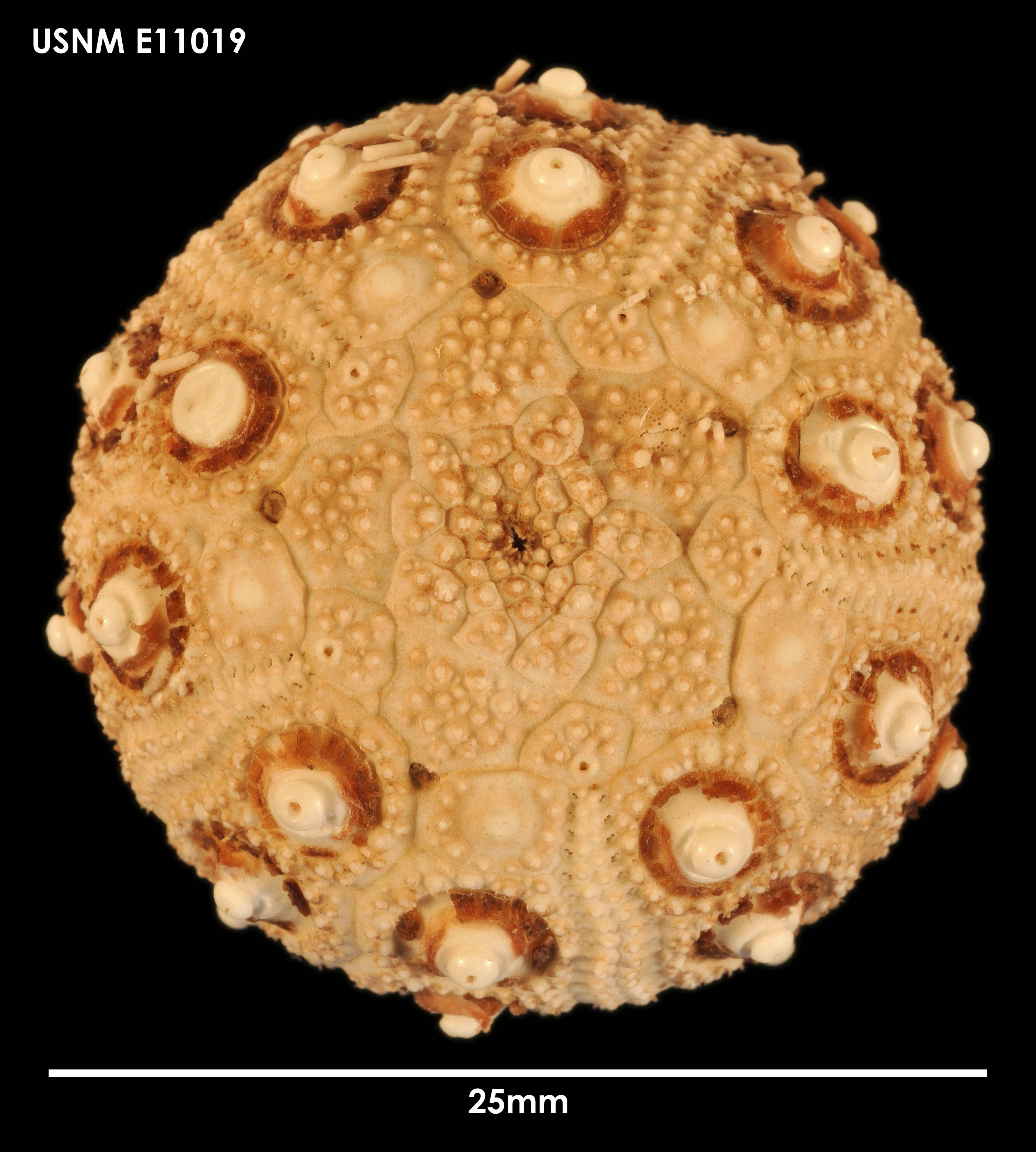
Notocidaris hastata
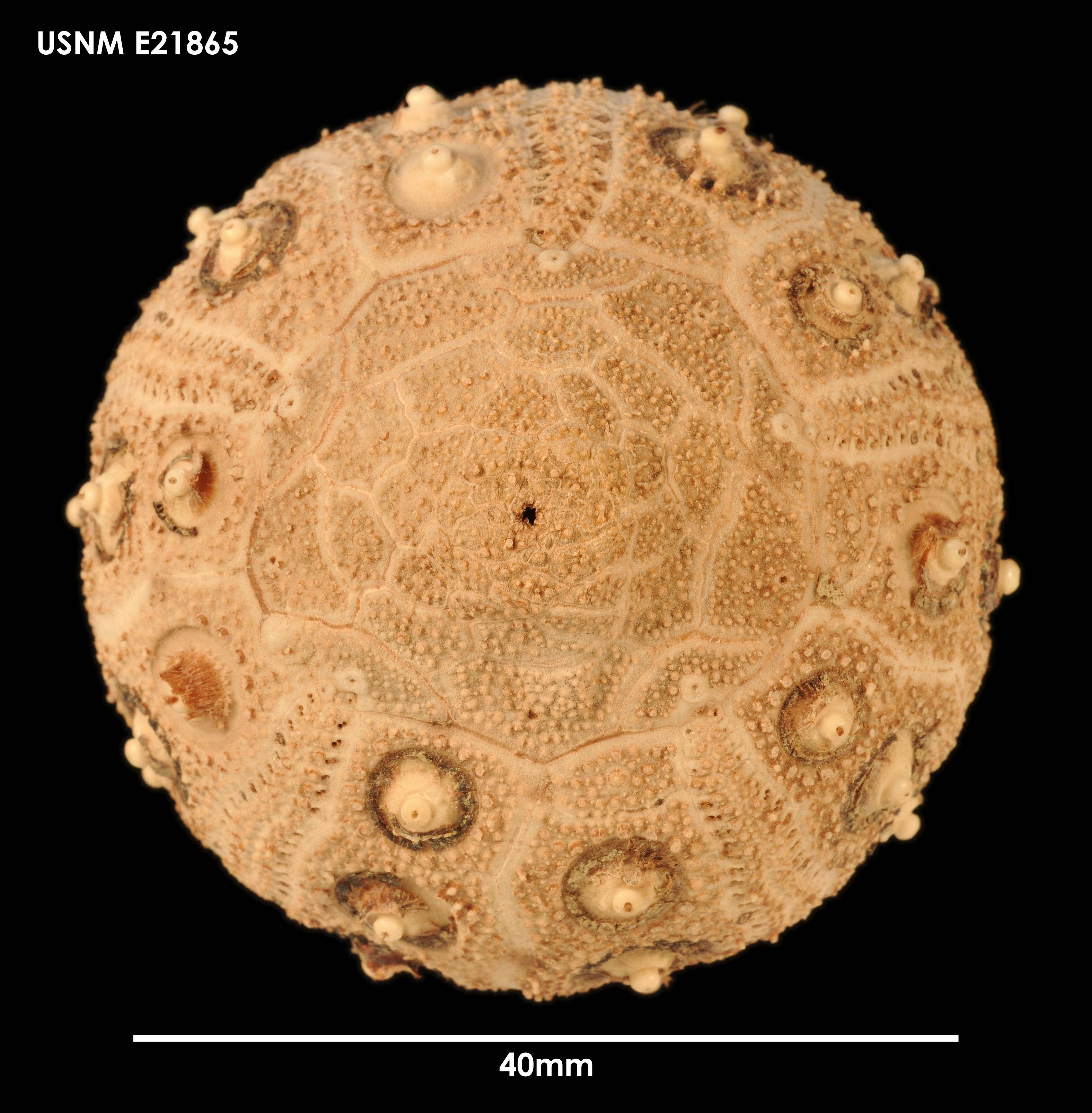
Notocidaris lanceolata
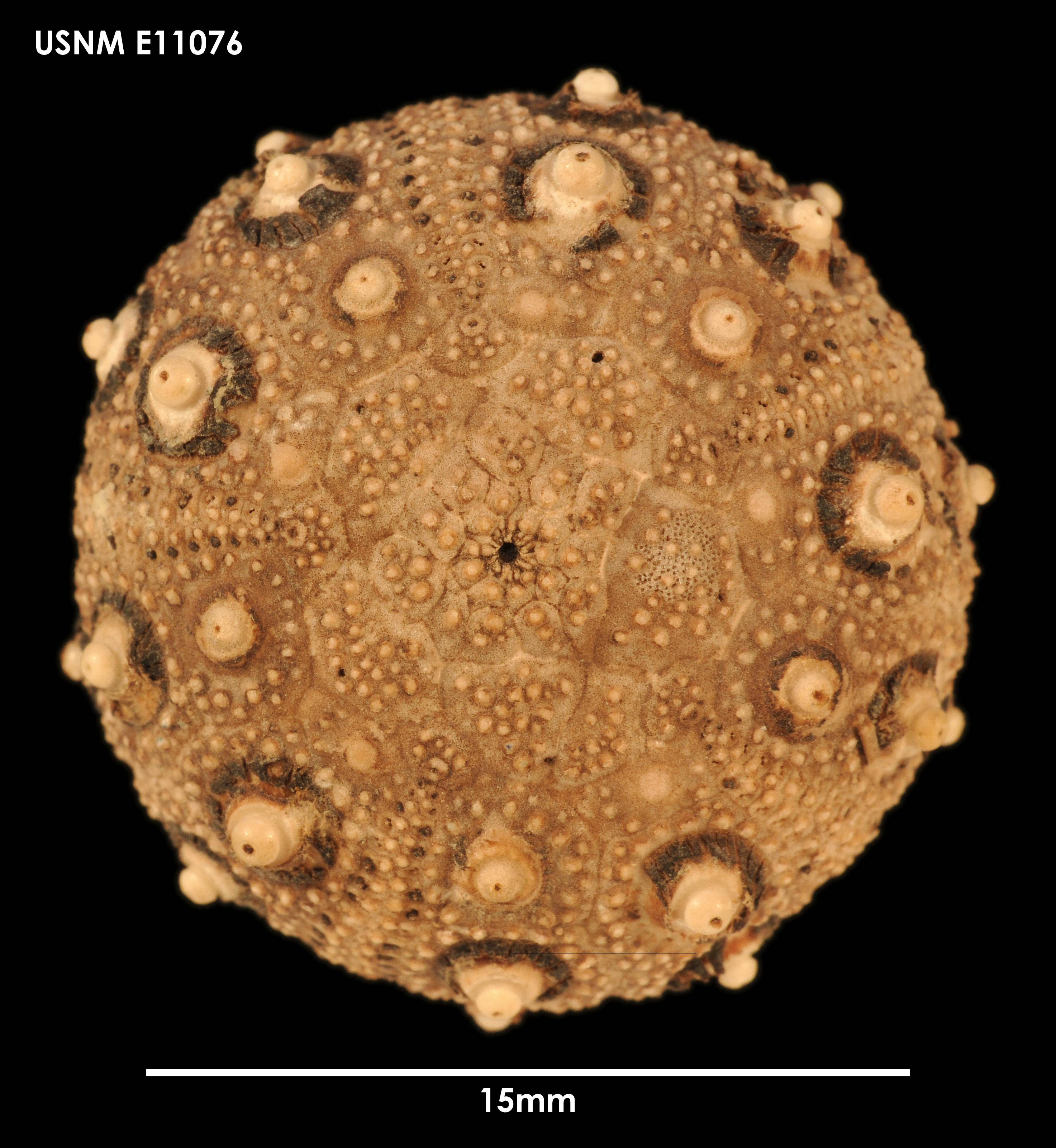
Notocidaris mortenseni